# 山本伸一 (株式評論家)
山本 伸一(やまもとしんいち)は投資顧問会社・株式会社グロースアドバイザーズの代表取締役を務める株式アナリスト。
経済界や株式新聞に連載している。株式情報サイト株とまと主宰。
漢字・仮名ともに同姓同名の競輪選手が存在する。

## 特徴
元証券ディーラーであり、トレンドフォローを原則とする。

## 経歴
1987年 中央大学法学部卒。日興証券に入社。その後、複数の証券会社でディーリング業務を担当。
2008年11月より現職。
大学時代に考案した理論を元に、20年以上証券業界でディーリングを行う。「サブプライムローン問題に端を発した世界同時株安にこそ、投資妙味ある銘柄が再興する好機」ととらえてグロースアドバイザーズを設立。

## 著書・電子ブック
- 『日はまた昇る　日銀砲で日本株沸騰！』（ヴイワン 2010年9月）
- 『証券ディーラーのこれなら勝てる株式投資』（ヴイワン 2010年9月）

## 著書
- 『日経225先物パターントレード』
- 『クリティカルeワラント投資術』
- 『トップディーラー育成プログラム』
- 『仕手株完全攻略マニュアル』
- 『10倍株式投資術』
- 『CFD投資マスター』
- 『さや取りペアトレード投資術』
- 『空売りピンポイント投資術』
- 『スーパースイング投資術』
- 『ハイパーリバウンド投資術』
- 『トップディーラー育成プログラム』
- 『株式投資先読みトレード』

## 連載
- 兜町スタンダード（株式新聞）
- 新時代ビジネス発掘隊(雑誌・経済界)

## メールマガジン
- 証券ディーラー山本伸一の「今日の伸びイチ！」（発行部数3万部）
- 「証券ディーラー。プロの視点」(まぐまぐ！)（発行部数3万部）
- 「株式評論家・山本伸一のがんばれ株式投資！」(まぐまぐ！（発行部数1500部））